# Comuna Siculeni, Harghita
Siculeni (în maghiară: Madéfalva) este o comună în județul Harghita, Transilvania, România, formată numai din satul de reședință cu același nume. În anul 2004 din comuna Siculeni s-au desprins satele Ciceu și Racu.

## Demografie
Componența etnică a comunei Siculeni
     Maghiari (90,68%)
     Români (3,82%)
     Romi (1,15%)
     Alte etnii (4,34%)
Componența confesională a comunei Siculeni
     Romano-catolici (89,21%)
     Ortodocși (3,9%)
     Alte religii (1,99%)
     Necunoscută (4,9%)
Conform recensământului efectuat în 2021, populația comunei Siculeni se ridică la 2.511 locuitori, în scădere față de recensământul anterior din 2011, când fuseseră înregistrați 2.726 de locuitori. Majoritatea locuitorilor sunt maghiari (90,68%), cu minorități de români (3,82%) și romi (1,15%). Din punct de vedere confesional, majoritatea locuitorilor sunt romano-catolici (89,21%), cu o minoritate de ortodocși (3,9%), iar pentru 4,9% nu se cunoaște apartenența confesională.

## Politică și administrație
Comuna Siculeni este administrată de un primar și un consiliu local compus din 11 consilieri. Primarul, Csaba Szentes[*], de la Uniunea Democrată Maghiară din România, este în funcție din octombrie 2020. Începând cu alegerile locale din 2024, consiliul local are următoarea componență pe partide politice:
|  | Partid                                 | Consilieri | Componența Consiliului | Componența Consiliului | Componența Consiliului | Componența Consiliului | Componența Consiliului | Componența Consiliului | Componența Consiliului | Componența Consiliului | Componența Consiliului | Componența Consiliului | Componența Consiliului |
|  | -------------------------------------- | ---------- | ---------------------- | ---------------------- | ---------------------- | ---------------------- | ---------------------- | ---------------------- | ---------------------- | ---------------------- | ---------------------- | ---------------------- | ---------------------- |
|  | Uniunea Democrată Maghiară din România | 11         |                        |                        |                        |                        |                        |                        |                        |                        |                        |                        |                        |

## Informații diverse
Comuna Siculeni este un important nod de cale ferată al rețelei CFR, ea conectând Magistrala CFR 400 care leagă Brașov de Satu Mare prin Miercurea Ciuc de Linia CFR 501 care leagă Siculeniul de Adjud, Onești, Comănești, respectiv Ghimeș-Făget, secție pe care se află și celebrul Viaduct Caracău construit din beton armat aflat la circa 17 km de comuna harghiteană.  Totodată aici se află și un triaj, singurul din estul Transilvaniei, respectiv un depou de locomotive al celor de la CFR Marfă.

## Personalități născute aici
- Péter Zöld (1727 - 1795), preot, luptător pentru emanciparea secuilor.
- Elisaveta Kovacs (n. Barabaș) (1927 - 2002), demnitar comunist român